# Jutland (race bovine)
La jutland est une race de vache danoise. En danois, elle se nomme Jysk kvaeg ou jysk kvieg.

## Origine
Elle est originaire du Jutland. Elle appartient au rameau des races bovines du littoral de la mer du Nord. Elle est une cousine de la holstein. Elle descend d'une population connue depuis le XVIIe siècle de vaches pie noires ou pie grises. Le livre généalogique a été ouvert en 1881. À sa création, coexitaient une variante laitière et une variante bouchère. Au début du XXe siècle, la sélection a été orientée vers la production laitière, voulant faire de la jutland l'équivalente danoise de la pie noire néerlandaise. La couleur s'oriente également vers la pie noire. Entre 1903 et 1911, seulement 2 taureaux pie gris contre 579 pie noirs sont inscrits. En même temps, le croisement avec la pie noire de Hollande est autorisé, améliorant la production laitière. Les derniers taureaux de pure race sont présentés en 1955. La race prend alors le nom de pie noire du Danemark. La race ancienne est alors considérée comme éteinte. Dans les années 1980, quelques éleveurs restés réfractaires à l'introduction de sang hollandais permettent de retrouver quelques individus présentant le type de l'ancienne race. En 1987, le comité de ressources génétiques décide de sauvegarder cette population originale. L'intérêt de quelques éleveurs passionnés permet de relancer le livre généalogique. Les taureaux correspondants au type sont recensés et leur semence stockée pour préservation et insémination artificielle. En 1996, on recensait 120 vaches et 16 taureaux.

## Morphologie
Elle porte une robe pie allant du gris-bleu au noir. Ses cornes sont courtes et en forme de croissant. 
C'est une race de taille moyenne. La vache mesure 132 cm au garrot pour 550 kg. Le taureau mesure 145 cm pour 1 000 kg.

## Aptitudes
C'est une race anciennement mixte puis laitière, aujourd'hui classée bouchère. Sa production laitière n'est pas rentable par rapport aux races sélectionnées plus intensivement. Elle joue donc le rôle de vache allaitante qui nourrit bien son veau. Elle serait certainement une bonne race en croisement industriel avec des taureaux de race bouchère, mais l'effectif trop faible milite pour que l'ensemble des jeunes soient destinés à augmenter la population. 
La jutland doit aussi sa survie à son caractère "folklorique" dans les fermes pédagogiques.